# Arthur de Mello Teixeira
Arthur de Mello Teixeira foi prefeito de Uberaba por dois mandatos, o primeiro de 1955 a 1959 e o segundo de 1963 a 1967 . Ele foi o responsável pela transformação do departamento municipal de água e esgotos da cidade em uma empresa de economia mista, o CODAU em 1966 